# كورت شنايدر
كورت شنايدر (بالألمانية: Kurt Schneider)‏ (7 يناير 1887 - 27 أكتوبر 1967) كان طبيب نفسي ألماني عرف بشكل واسع بكتاباته في تشخيص و فهم السكيزوفرينيا، فضلا عن اضطرابات الشخصية و الشخصيات المعتلة نفسيًا.

## بيوغرافيا
ولد في كرايلسهايم، مملكة فورتمبيرغ، و درس الطب في جامعة هومبولت في برلين و جامعة توبنغن. تم تجنيده و أكمل الخدمة العسكرية فيالحرب العالمية الأولى و مؤهلات الدراسات العليا في الطب النفسي. أصبح في عام 1931 مديرا للمؤسسة الألمانية لأبحاث الطب النفسي في ميونخ، التي أسسها إميل كريبيلن سابقا.
مشمئزا من تيار تطوير تحسين النسل النفسي المدعوم من طرف الحزب النازي، ترك شنايدر المؤسسة، لكنه عمل كطبيب للقوات الألمانية المسلحة خلال الحرب العالمية الأولى.
بعد الحرب، عين الأكادميون الذين لم يكونوا جزءا من سياسات تحسين النسل النازية لإعادة بناء المؤسسات الطبية الألمانية و العمل بها ، و أعطي لشنايدر منصب عميد مدرسة الطب بجامعة هايدلبرغ و بقي في منصبه حتى تقاعده عام 1955 .

## مدرسة هايدلبرغ للطب النفسي
أسس شنايدر و كارل ياسبرس مدرسة هايدلبرغ للطب النفسي.